# 3742 Sunshine
3742 Sunshine è un asteroide della fascia principale. Scoperto nel 1981, presenta un'orbita caratterizzata da un semiasse maggiore pari a 2,5555756 UA e da un'eccentricità di 0,1282482, inclinata di 2,73388° rispetto all'eclittica.